# Patrimoniul cultural național al României
Conform legii românești, patrimoniul cultural național este format din „totalitatea bunurilor care reprezintă o mărturie și o expresie a valorilor, credințelor, cunoștințelor și tradițiilor naționale, indiferent de regimul de proprietate al acestora”.
Principalele categorii de bunuri ce compun patrimoniul cultural național sunt:
- patrimoniul construit;
- patrimoniul arheologic;
- patrimoniul cultural mobil;
- patrimoniul cultural imaterial

Obiectele ce compun patrimoniul cultural pot fi în proprietate publică sau privată, dar sunt supuse unor limitări referitoare la utilizarea lor. Administrarea listelor cu bunuri culturale incluse în patrimoniul cultural național este făcută de Institutul Național al Patrimoniului.